# Leptothorax niger
Leptothorax niger är en myrart som beskrevs av Auguste-Henri Forel 1894. Leptothorax niger ingår i släktet smalmyror, och familjen myror. Inga underarter finns listade i Catalogue of Life.